# Полазненское городское поселение
Полазненское городско́е поселе́ние — бывшее муниципальное образование в Добрянском муниципальном районе Пермского края Российской Федерации.
Административный центр — рабочий посёлок Полазна.

## История
В 1919 году был образован Полазненский сельсовет, с 1958 года — Полазненский поссовет.
Статус и границы городского поселения установлены Законом Пермской области от 10 ноября 2004 года № 1743—358 «Об утверждении границ и о наделении статусом муниципальных образований административной территории города Добрянки Пермского края»
Упразднено в 2019 году вместе с другими поселениями муниципального района путём их объединения в Добрянский городской округ.

## Население
| 2010    | 2012    | 2013    | 2014    | 2015    | 2016    | 2017    |
| ------- | ------- | ------- | ------- | ------- | ------- | ------- |
| 13 066  | ↘12 999 | ↗13 067 | ↗13 148 | ↗13 253 | ↗13 323 | ↗13 385 |
| 2018    | 2019    |         |         |         |         |         |
| ↗13 393 | ↗13 418 |         |         |         |         |         |

### Национальный состав
Городское поселение сейчас многоэтнично, но в 1920-30-е проживали в деревнях исключительно русские, в Полазне жили небольшой группой татары.
| Национальности | 1926  | 1926  |
| Национальности | число | %     |
| -------------- | ----- | ----- |
| Всего          | 3246  | 100   |
| русские        | 3211  | 98,92 |
| татары         | 23    | 0,70  |
| прочие         | 12    | 0,36  |

## Населённые пункты
В состав городского поселения входили 10 населённых пунктов:
| №  | Населённый пункт | Тип             | Население |
| -- | ---------------- | --------------- | --------- |
| 1  | Бесово           | деревня         | 4         |
| 2  | Демидково        | деревня         | 0         |
| 3  | Заборье          | деревня         | 25        |
| 4  | Зуята            | деревня         | 0         |
| 5  | Ивановка         | деревня         | 38        |
| 6  | Константиновка   | деревня         | 9         |
| 7  | Мохово           | деревня         | 61        |
| 8  | Нижнее Задолгое  | деревня         | 147       |
| 9  | Пеньки           | деревня         | 29        |
| 10 | Полазна          | рабочий посёлок | ↗11 332   |